# Gustave Doré
Paul Gustave Louis Christophe Doré ([ɡysˈtaːv dɔˈʁe]; Strasburgo, 6 gennaio 1832 – Parigi, 23 gennaio 1883) è stato un pittore e incisore francese.
Disegnatore e litografo, noto soprattutto per le sue illustrazioni della Divina Commedia di Dante, benché sia solo una delle molte opere che ha illustrato. Le sue incisioni (in francese: gravures) rispecchiano un gusto romantico, accostato a una visione epica e drammatica.

## Biografia

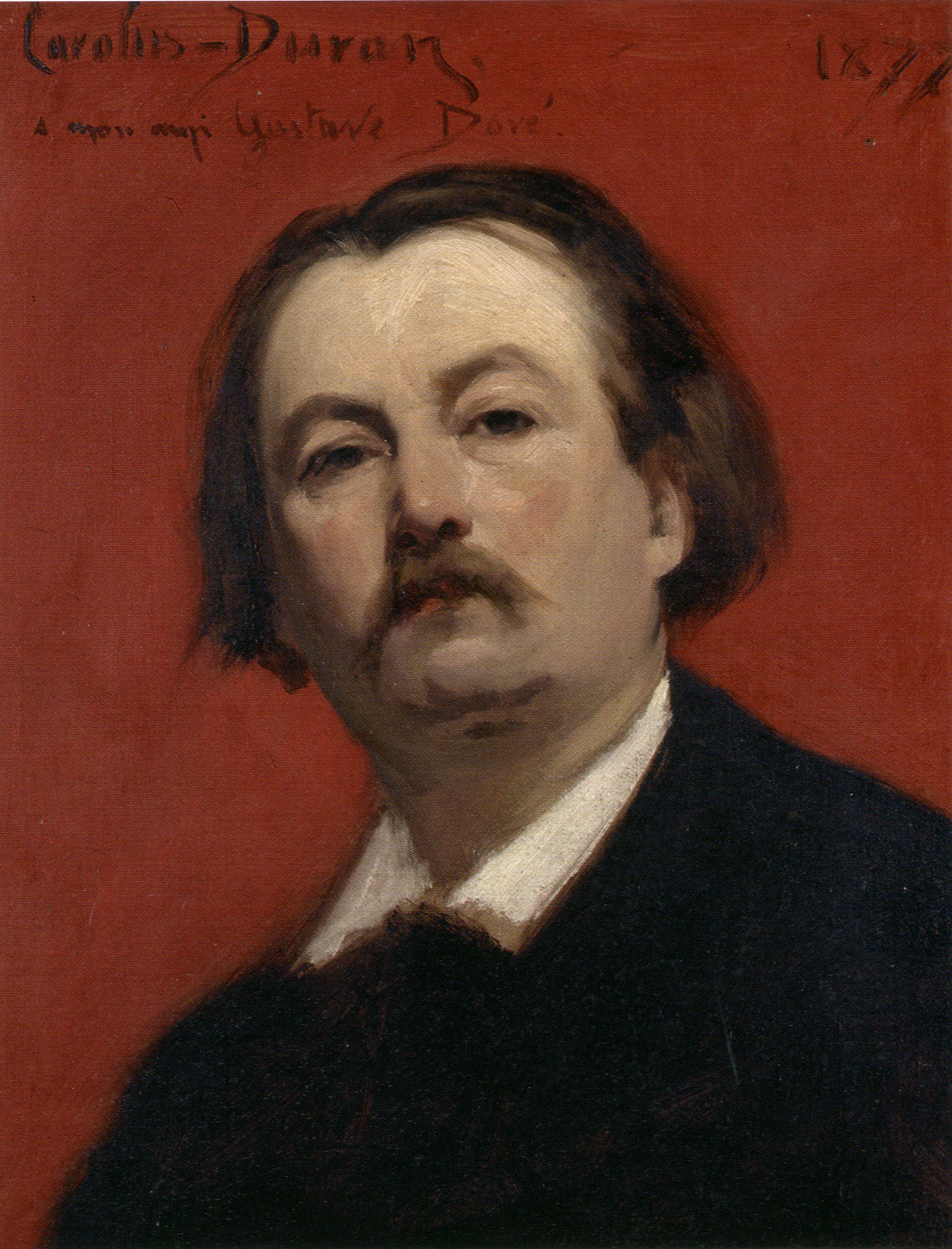
Carolus-Duran, Ritratto di Doré (1877).

Gustave Doré nacque a Strasburgo il 6 gennaio 1832. Presto la sua famiglia si trasferì a Bourg-en-Bresse, dove il padre era stato inviato come ingegnere dei Ponts et Chaussées. Autodidatta colto ed entusiasta, già a sei anni rivelò una forte inclinazione per il disegno; la sua primissima esperienza artistica si ha tuttavia all'età di quindici anni, quando si mise a pubblicare disegni per il giornale La caricature. Formatosi al Louvre, tra il 1847 e il 1854 eseguì una cospicua mole di caricature e litografie, affermandosi rapidamente per le sue doti tecniche e artistiche.
Pur godendo già di un minimo di notorietà (nel 1853 gli fu chiesto di illustrare le opere di Lord Byron), la celebrità del Doré sopraggiunse con la pubblicazione dell'illustrazione Storia pittoresca, drammatica e umoristica della Santa Russia, il cui successo fu repentino ed imponente. Paul Lacroix, lusingandone l'operato, gli incaricò nello stesso anno l'illustrazione del Rabelais e la realizzazione di 425 disegni per i Contes drôlatiques di Balzac; fu così che si consolidò definitivamente la sua fama europea.
Arrivarono perciò le molte commissioni. Nel 1861 Doré, segnato dal successo e dal prestigio professionale, pubblicò le illustrazioni dell'Inferno e del Don Chisciotte, due tra le sue opere più degne e rappresentative; nel 1862 fu il turno dei Racconti di Perrault e nel 1864 illustrò la Bibbia, lavoro che pure gli garantì il ricordo nei posteri. La serie di queste incisioni dei grandi classici terminò nel 1867, con le Favole di Lafontaine, preceduto dal Milton, che fu dato alle stampe a Londra nel 1877.
Dopo il 1870 Doré, deciso a non intraprendere più illustrazioni librarie di gran mole, iniziò a dedicarsi principalmente alla pittura e alla scultura, discipline nelle quali non riuscirà però a riscuotere i plausi che ebbe quando fu incisore. Ciò malgrado, al di fuori della patria continuò a ottenere uno sfolgorante successo, specialmente in Inghilterra, dove in occasione di una mostra a New Bond Street a Londra venne istituita la galleria Gustave Doré, dove si possono tuttora ammirare le sue migliori pitture.
Di queste, si segnalano La battaglia d'Alma (1855), la Battaglia di Balaklava (1865), Il Neofita e il Cristo mentre lascia il pretorio, tutte tele caratterizzate da composizioni abborracciate, ma molto veementi. Del Doré scultore, invece, ci rimane la statua di Dumas padre (1882), eretta nella piazza Malesherbes di Parigi nel 1884.

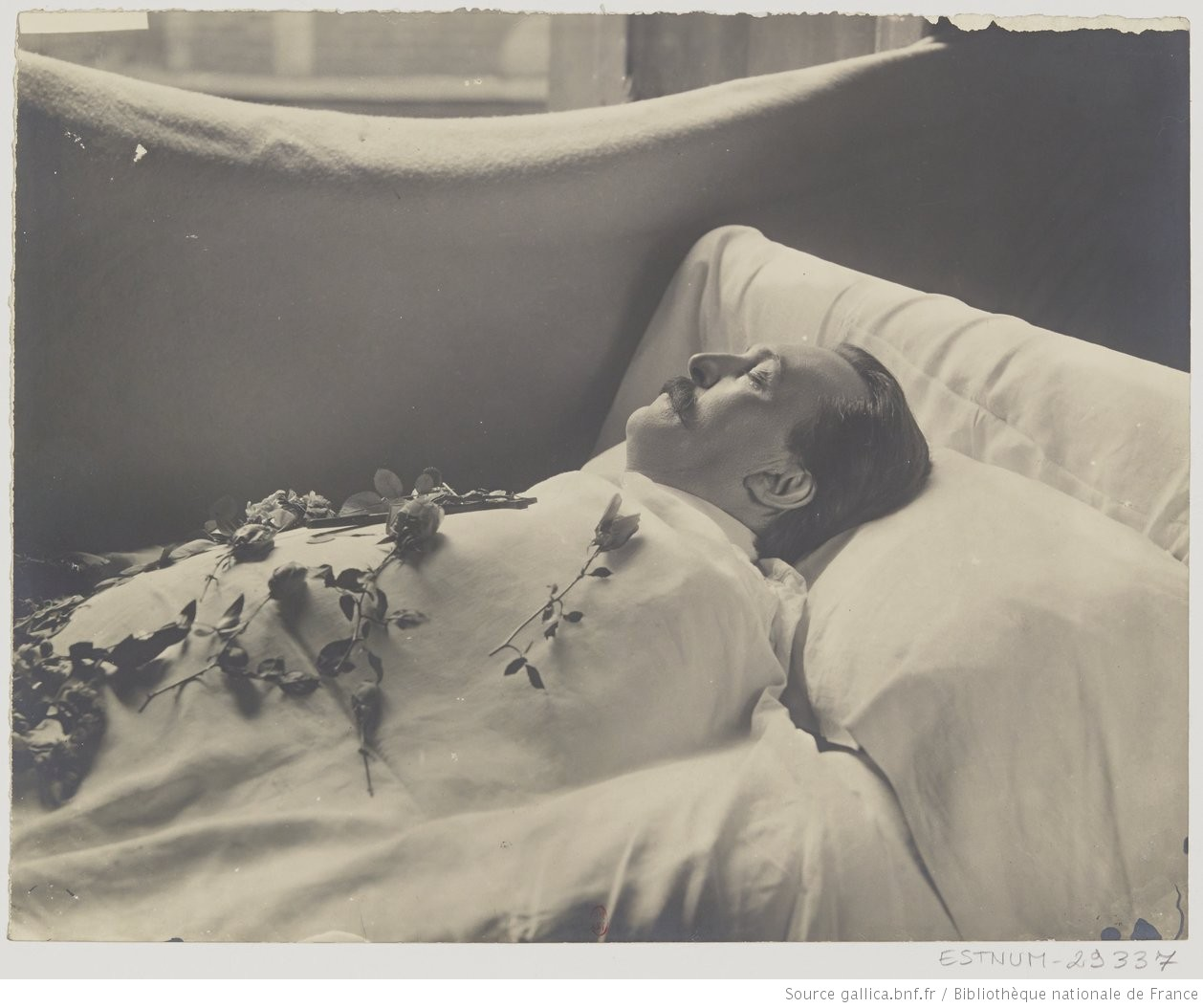
Fotografia post mortem di Gustave Doré

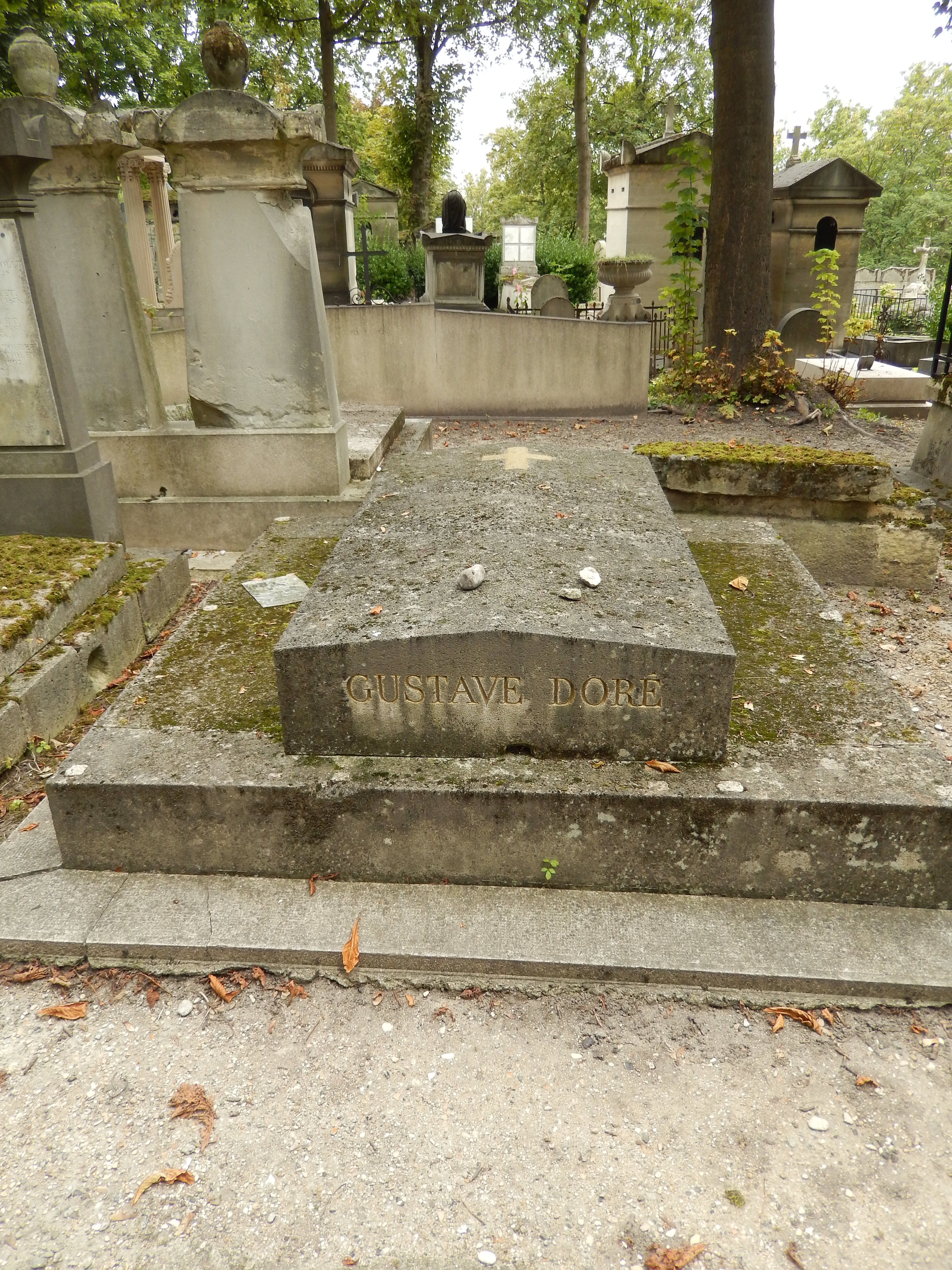
La tomba di Gustave Doré nel cimitero di Père-Lachaise

Gustave Doré morì infine a Parigi il 23 gennaio 1883: sinceramente pianto dai suoi contemporanei, fu sepolto al cimitero di Père-Lachaise.

## Produzione artistica

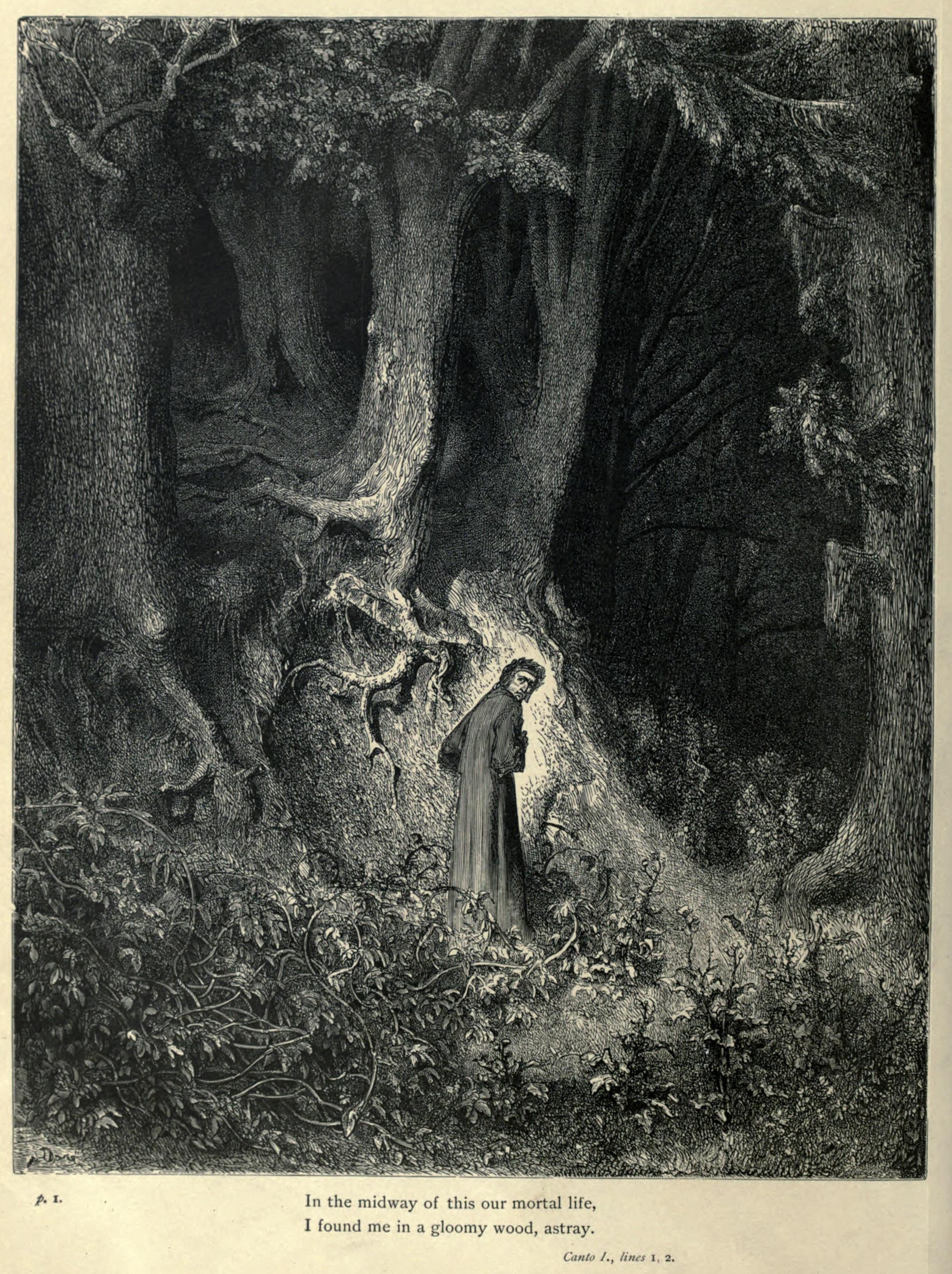
Gustave Doré
Illustrazione del Canto I dell'Inferno di Dante. Nella didascalia in basso si legge:

Artista estremamente eclettico e poliedrico, Doré si è misurato con tutte le tecniche e i formati - pittura, acquerello, disegno, scultura, incisione - e con svariati generi pittorici, realizzando in questo modo «quadri giganteschi e tele più intime, brillanti e luminosi acquarelli , disegni a inchiostro sfumato di grande virtuosismo tecnico, vignette graffianti realizzate a penna, incisioni, illustrazioni bizzarre e perfino sculture barocche, stravaganti, monumentali, enigmatiche ...» (Museo d'Orsay).
Pur possedendo una personalità artistica dotata di vari aspetti, Doré ha raggiunto i risultati più alti in veste di illustratore («Illustrerei tutto!» affermò una volta). Nel corso della sua carriera, infatti, Doré visualizzò con le sue incisioni sia i capolavori classici (Dante, Rabelais, Cervantes, La Fontaine, Milton, Ariosto) che i testi della letteratura a lui contemporanei (Balzac, Gautier, Poe, Coleridge, Tennyson), contribuendo così al riflesso quasi subliminale della cultura europea, di nazione in nazione.
Nella produzione grafica, pittorica e scultorea di Doré, in ogni caso, siamo in grado di individuare diversi soggetti ricorrenti. Molte delle sue opere, per esempio, sono popolate da zingari, saltimbanchi, indovini: verso queste figure Doré nutriva una simpatia tutt'altro che dissimulata. Egli amava dare di sé un'immagine gioconda e spensierata e adorava il mondo delle sagre, delle fiere e delle serate in maschera, che spesso frequentava travestendosi da Pierrot. La stessa figura del saltimbanco, in Doré, si carica di connotati simbolici pregnanti, e intende alludere alla situazione dell'artista che, a causa della versatilità del proprio estro, viene visto con sospetto dai pittori accademici e per questo motivo emarginato. Altrettanto sentito fu il tema della morte e delle visioni infernali, che Doré poté approfondire in opere morbose e inquietanti, stimolato dal succedersi di tragici eventi personali e storici, come la morte dell'amico Gérard de Nerval e della madre, o soprattutto la disastrosa disfatta di Napoleone III nella guerra franco-prussiana (1870), poi sfociata nella sanguinosa rivolta della Comune di Parigi e in un periodo di disordini politici e incertezze economiche. I tumultuosi eventi contemporanei riaffiorano anche in molti altri dipinti di Doré che, «testimone di molti episodi drammatici e strazianti», decise di raffigurarli in dipinti dai toni scuri e opprimenti, in perfetto accordo con il clima di tensione che si respirava in Francia, o in annotazioni grafiche satiriche, dal carattere ironico e mordace.
Doré fu anche un apprezzato artista religioso. Celebre è la sua edizione illustrata della Sacra Bibbia, che pur tra mille polemiche esercitò una grande influenza nell'arte religiosa della seconda metà dell'Ottocento. Pur compiendo una meditata riflessione sugli archetipi classici - il Calvario di Cristo, per esempio, attinge a piene mani dai dipinti di Rembrandt - Doré carica i soggetti sacri raffigurati di significati nuovi e inediti: per usare le parole del museo d'Orsay, «per la prima volta nella storia delle rappresentazioni cristiane, le scene della Bibbia sono così illustrate e "immaginate", al punto da urtare la sensibilità di alcuni». Il sentimento religioso in Doré affiora in modo orchestrale, cristallizzandosi in opere dal sapore drammatico, teatrale, persino fantasmagorico, che valsero all'incisore la fama di «pittore predicatore».
Altrettanto significativa è la produzione paesaggistica di Doré, che quando si accingeva a ritrarre la Natura concedeva ampi spazi al sublime, sentire onnipervasivo del Romanticismo di chiara derivazione burkeniana. Mostrandosi sensibile alle opere di Courbet, Alexandre Calame e soprattutto Caspar David Friedrich, Doré fu autore di vedute che rendono perfettamente la tensione tra l'uomo e la Natura, resa con uno stupore ammirato e una grandiosità sospesa che meglio esprime la poetica del sublime. Le rappresentazioni paesaggistiche di Doré, in effetti, annientano l'elemento umano e spesso si risolvono in vedute notturne o crepuscolari ricolmate di suggestioni religiose. Soprattutto nelle sue incisioni, Doré è stato il cantore di un inquieto mondo soprannaturale e, soprattutto, un visionario interprete del Medioevo. Il Medioevo, sino ad allora visto come un periodo buio e barbarico, nell'opera di Doré viene rivalutato come uno dei momenti più alti dello sviluppo culturale europeo, secondo un'ottica nazionalista assai radicata nel pensiero romantico. Le incisioni di Doré, infatti, «mostrano immagini di un mondo assolutamente fantastico, popolato da fitti boschi, di rovine, di scenari "orridi", visioni di un tardo Romanticismo ricorrente nel campo dell'illustrazione, ma in Doré più esasperato che in altri» (De Agostini).

## Influenza culturale

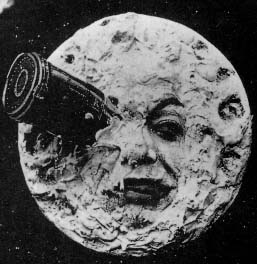
L'opera grafica di Gustave Doré è servita da ispirazione a Georges Méliès per la realizzazione del Viaggio nella Luna

Doré, artista eclettico e poliedrico, ha esercitato una notevole influenza sulla genesi del fumetto e della cinematografia sin dalle sue origini: basti pensare al parere di Ray Harryhausen, celebre tecnico degli effetti speciali secondo cui «Gustave Doré sarebbe stato un gran direttore artistico (…), qualcuno che guarda le cose dalla prospettiva della telecamera».

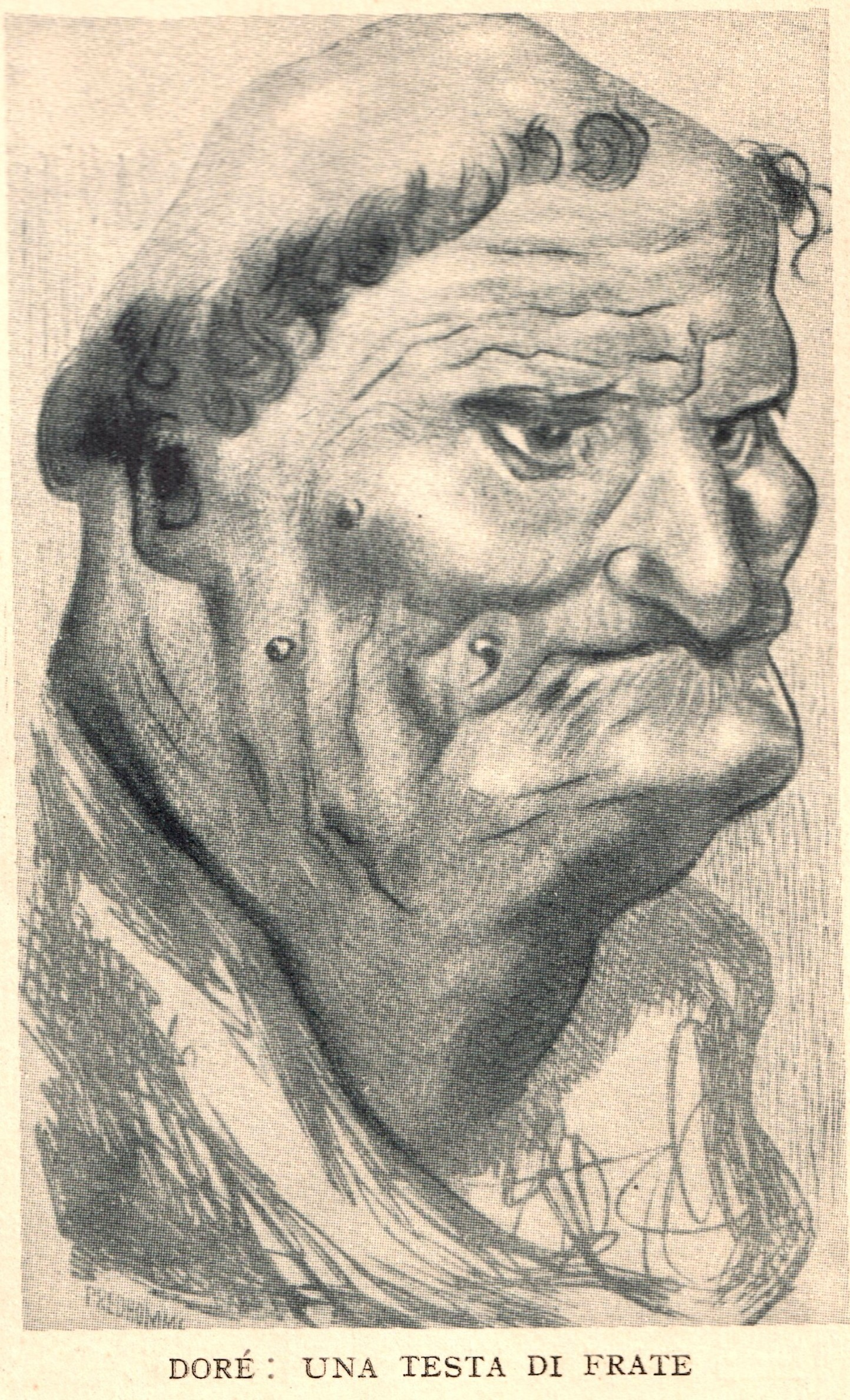
"Testa di frate", disegno del 1862

L'opera grafica di Gustave Doré, di impianto potentissimo e dotata di fantasia inesauribile, è stata un riferimento iconografico imprescindibile per moltissimi grandi registi del cinema del XX e XXI secolo, specialmente per quanti si siano cimentati con le trasposizioni su pellicola dei grandi classici già illustrati dall'artista francese. Si va dalla rivelazione de La Vie et la Passion de Jésus-Christ, prodotto dalla Pathé nel 1903, al Viaggio nella Luna di Georges Méliès, che si è direttamente ispirato alle scene oniriche di Doré, passando per i molteplici adattamenti cinematografici di Dante o Don Chisciotte. Doré è stato un riferimento d'obbligo anche per le varie versioni di King Kong, che si rifanno alle sue illustrazioni sulle foreste primitive, adottate per ragioni puntualmente raffigurative anche da Peter Jackson per la saga Il Signore degli Anelli. Degna di menzione, inoltre, anche l'influenza esercitata sul personaggio di Chewbecca di Guerre stellari e sul La bella e la bestia di Jean Cocteau.
Infine, nel campo dei lungometraggi animati, devono moltissimo alle illustrazioni di Doré Walt Disney, Tim Burton, e la genesi del celebre gatto con gli stivali di Shrek.

## Opere

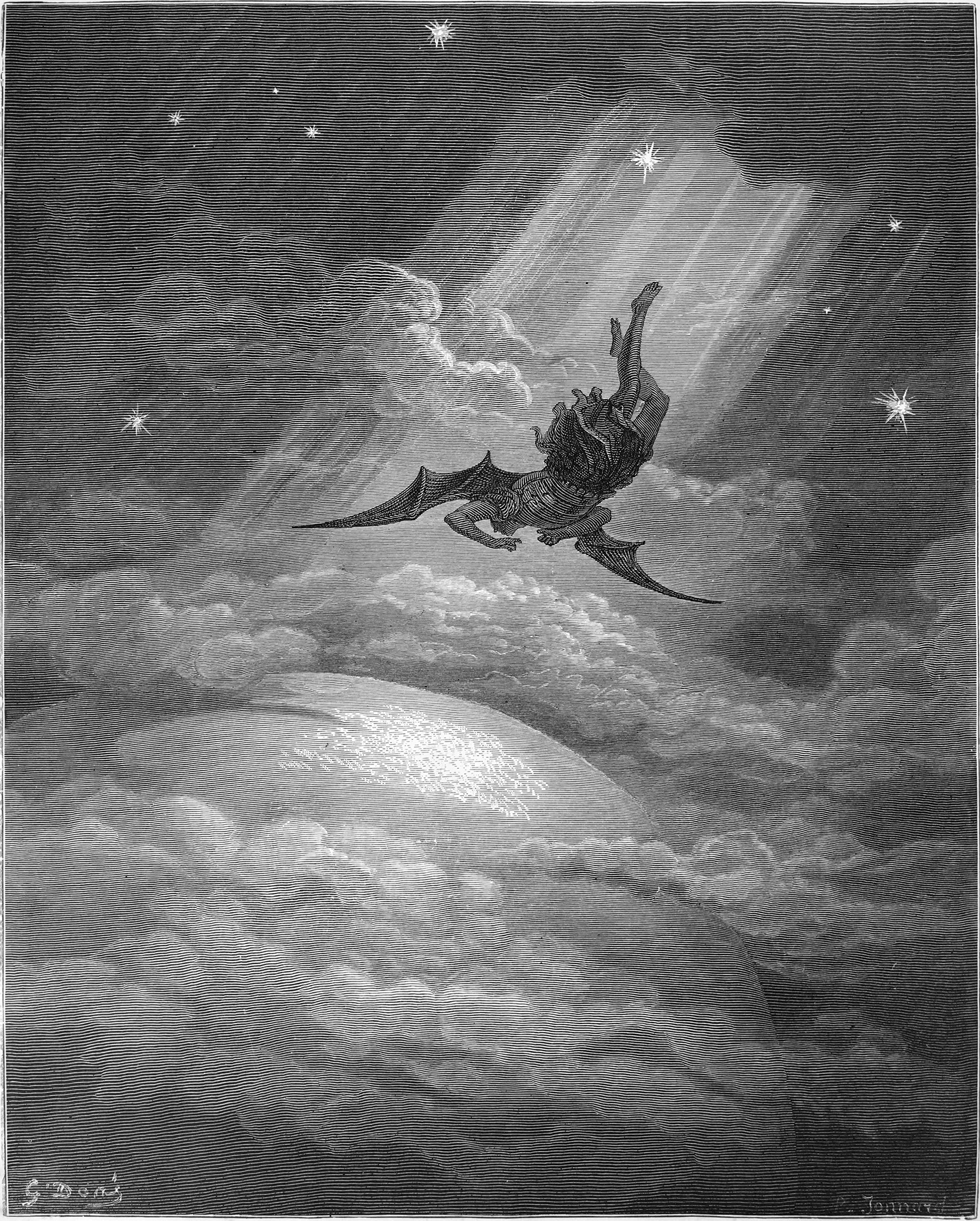
Caduta di Lucifero, dal Paradiso perduto di John Milton

Di seguito viene riportata una tabella per riassumere le maggiori opere curate da Doré.
| Anno | Autore                  | Opera                           |
| ---- | ----------------------- | ------------------------------- |
| 1854 | Gustave Doré            | Storia della Santa Russia       |
| 1854 | François Rabelais       | Gargantua e Pantagruel          |
| 1861 | Dante Alighieri         | Divina Commedia                 |
| 1862 | Gottfried August Bürger | Münchhausen                     |
| 1862 | Charles Perrault        | Fiabe                           |
| 1863 | Miguel de Cervantes     | Don Chisciotte della Mancia     |
| 1866 | vari                    | Bibbia                          |
| 1866 | Jean de La Fontaine     | Fiabe                           |
| 1866 | John Milton             | Paradiso perduto                |
| 1866 | Samuel Taylor Coleridge | La ballata del vecchio marinaio |
| 1868 | Alfred Tennyson         | Idilli del re                   |
| 1879 | Ludovico Ariosto        | Orlando furioso                 |
| 1884 | Edgar Allan Poe         | Il corvo e altre poesie         |